# 7554 Johnspencer
7554 Johnspencer eller 1981 GQ är en asteroid i huvudbältet som upptäcktes den 5 april 1981 av den amerikanske astronomen Edward L.G. Bowell vid Anderson Mesa Station. Den är uppkallad efter den amerikanske astronomen John R. Spencer.
Asteroiden har en diameter på ungefär 16 kilometer.